# Route nationale 836
Die Route nationale 836, kurz RN 836 oder N 836, war eine französische Nationalstraße, die von 1933 bis 1973 westlich von Étampes von einer Kreuzung mit der Nationalstraße 191 abzweigte und in drei Teilen nach Acquigny führte. Ihre Gesamtlänge betrug 93,5 Kilometer. Vor 1949 trug die Straße südlich von Rambouillet, die die Nationalstraße 836 unterbrach, die Nummer N 191.

## N836a
Die N836a war von 1952 bis 1973 ein Seitenast der N836, der nördlich von Rambouillet die N836 mit der N10 verband. Sie entstand aus der alten Trasse der N10, die auf eine Ostumgehung verlegt wurde. Heute trägt sie die Nummer D937.